# مردی با سگ شکاری
مردی با سگ شکاری (انگلیسی: Hound-Dog Man) فیلمی به کارگردانی دان سیگل است که در سال ۱۹۵۹ منتشر شد. از بازیگران آن می‌توان به فابیان فورته، استوارت ویتمن، آرتور اوکانل، بتی فیلد، رویال دانو، کلود ایکینز، ادگار بیوکانان، جین دارول و ویرجینیا گرگ اشاره کرد.